# 尼日尼揚卡
48°39′41″N 35°54′43″E / 48.66139°N 35.91194°E
尼日尼揚卡（烏克蘭語：Нижнянка），是烏克蘭的村落，位於該國中部第聶伯羅彼得羅夫斯克州，由日爾伊夫卡區負責管轄，處於小捷爾尼夫卡河畔，距離多利納1.5公里，海拔高度69米，2001年人口82。